# Gonzalo Sánchez de Lozada
Gonzalo Sánchez de Lozada Bustamante anomenat «Goni» i «el gringo» (La Paz, 1 de juliol de 1930) és un polític, economista i empresari bolivià. Fou president de Bolívia en dues ocasions (1993-1997; 2002-2003).

## Orígens
Nascut en una important família, fill d'un diplomàtic vinculat al Moviment Nacionalista Revolucionari i destinat a l'ambaixada boliviana als Estats Units (1930-1936) i, més endavant, catedràtic de Ciències Polítiques a la Universitat Harvard. Va estudiar les carreres de Filosofia i Lletres als Estats Units, Chicago, a més de economía. Es va iniciar com a productor de cinema en l'empresa Telecine, fundada per ell. Posteriorment va crear l'empresa COMSUR (Companyia minera del sud) amb la qual va guanyar molts de diners.

## Activitat política
Pupil i col·laborador de l'expresident Víctor Paz Estenssoro. Sánchez és membre del Moviment Nacionalista Revolucionari (MNR). En el seu primer mandat va promoure un ampli programa de privatitzacions, i una política neoliberal. La concessió a una empresa xilena del servei de ferrocarrils, (Xile és un país amb el que Bolívia no manté relacions diplomàtiques) va causar un gran ressentiment en els grups nacionalistes.
Tornà a vèncer el 2002, però aquesta vegada contra un rival imprevist, Evo Morales. En el seu segon mandat continuà la seva política neoliberal, mal rebuda pels miners i "cocaleros" bolivians, això va produir que hi hagués dues vagues generals, i manifestacions, dirigides pel mateix Evo Morales, el seu rival de campanya electoral i sobtadament màxim líder de l'oposició.

### Guerra del gas
Un dels plans de Sánchez va ser la venda de gas natural als Estats Units i a Mèxic a través de territori xilè. Els beneficis d'aquesta venda havien de servir per millorar el desenvolupament del país. Tanmateix, va xocar amb una ferma oposició ciutadana i nombroses protestes; un dels col·lectius que més va mostrar la disconformitat van ser els indígenes, que van arribar a bloquejar els accessos a La Paz, les rutes en direcció a l'altiplà o les zones cocaleres. El president va cercar sufocar les revoltes a qualsevol preu i va ordenar la sortida de l'exèrcit al carrer, que va causar més de 60 víctimes, un fet que encara va encendre més els ànims.

### Dimissió
Les dimensions de la revolta, anomenada «guerra del gas», va portar a la seva caiguda com a president. Va acabar dimitint el 17 d'octubre de 2003, renúncia que va ser acceptada pel Congrés Nacional, i va abandonar Bolívia rumb als Estats Units. En el seu lloc fou nomenat Carlos Mesa Gisbert. Des de llavors ha residit als Estats Units, país que li va concedir l'asil.

## Acusacions i condemnes
En 2004 va ser acusat d'assassinat i altres violacions de drets humans contra manifestants. Es va sol·licitar la seva extradició al govern nord-americà.
El 2007, un grup de familiars de vuit morts durant una manifestació social l'any 2003, van demanar-lo. Alhora que es duia a terme aquest judici, El 2014, Bolívia en va demanar l'extradició de Sánchez de Lozada, juntament amb altres dirigents refugiats als Estats Units. No obstant això, després de diversos anys d'investigació exhaustiva, finalment el 2018 un tribunal de Florida el va responsabilitzar de la mort no intencionada d'aquestes persones, fixant importants compensacions econòmiques per als familiars de les víctimes.